# Vander (Carolina del Nord)
Vander è un census-designated place (CDP) degli Stati Uniti d'America, situato nello stato della Carolina del Nord, nella contea di Cumberland. Secondo il censimento del 2020 gli abitanti di Vander ammontavano a 1388.